# 佐贺银行

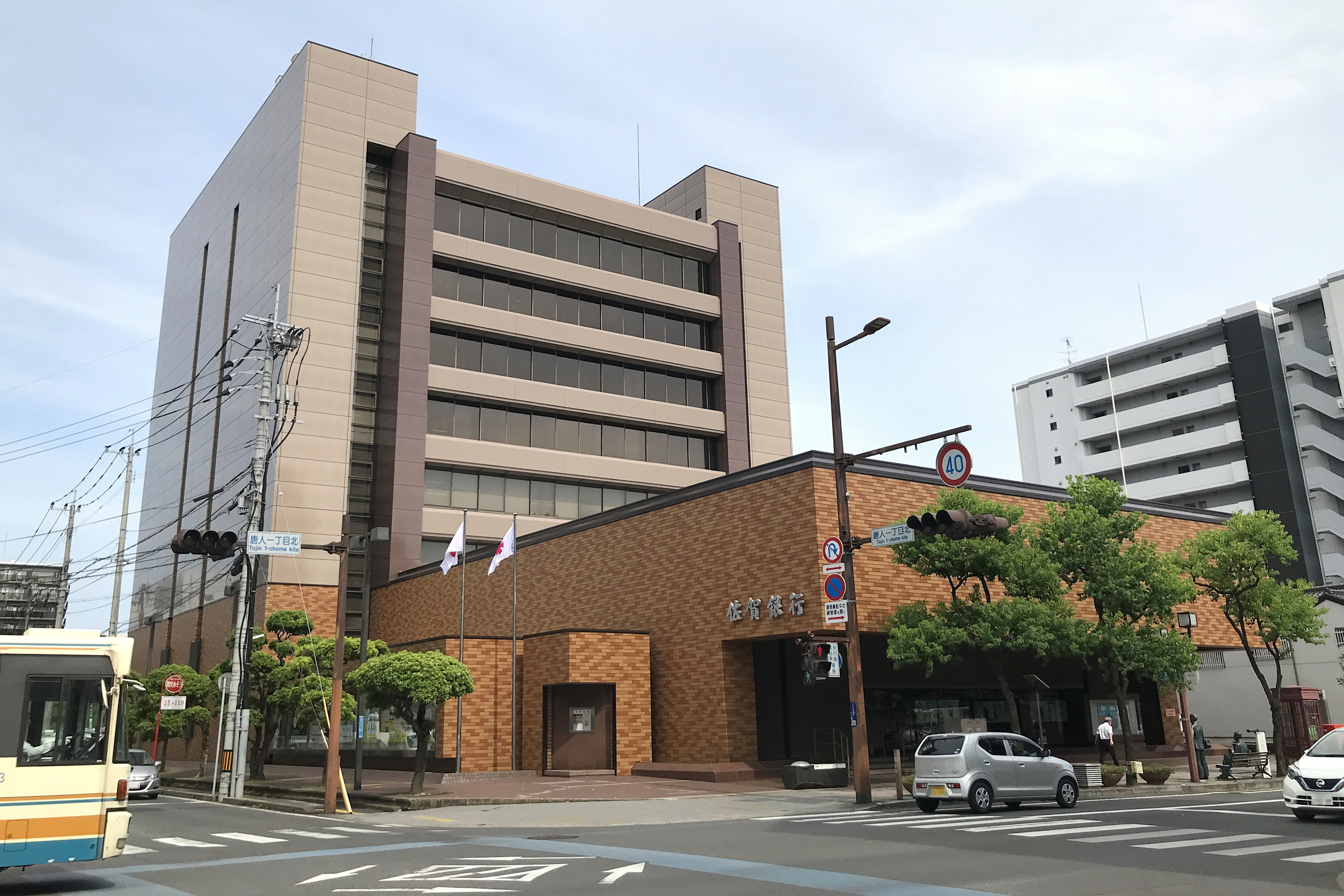
佐贺银行

株式会社佐賀銀行是一家日本地方銀行，总部位于佐贺县佐賀市。該銀行也是佐贺县及县内地方政府的指定金融機關。該銀行的前身分別是成立於1882年的伊万里銀行和1885年成立的唐津銀行。1931年，唐津銀行更名株式会社佐賀中央銀行。1939年，伊万里銀行更名株式会社佐賀興業銀行。1955年7月11日，佐賀中央銀行与佐賀興業銀行合并成立佐贺银行株式会社。